# 時の過ぎゆくままに
「時の過ぎゆくままに」（ときのすぎゆくままに）は、沢田研二の14枚目のシングル。1975年8月21日にポリドール・レコードより発売された。
自身が主演を務めたテレビドラマ『悪魔のようなあいつ』（TBS系）の主題歌、挿入歌として使用され、約92万枚の売り上げを記録。

## 解説
第6回日本歌謡大賞放送音楽賞、第4回FNS歌謡祭・下期優秀歌唱賞、第1回あなたが選ぶ全日本歌謡音楽祭・年間話題賞などを受賞した。同年12月31日の『第26回NHK紅白歌合戦』でも歌唱した。
当時、TBSテレビの演出家であった久世光彦が阿久悠に沢田主演のテレビドラマの企画の相談を持ちかけ、劇中歌の作詞を依頼した 。阿久の詞に対し、大野克夫 、井上堯之 、井上大輔 、加瀬邦彦 、荒木一郎 、都倉俊一 の6人に曲を競わせた結果、久世の判断で大野の曲が選ばれた。阿久は渡辺プロダクション（沢田の当時の所属事務所）から歌詞にある「堕ちてゆくのも…」という言葉を変えるように要請されたが固辞したという 。
ザ・タイガース時代から一貫して沢田と活動を共にしてきた岸部修三の、プロベーシストとしては最後の参加曲となった。岸部は『悪魔のようなあいつ』（TBS系）に出演し、俳優に転向、1976年には現在の芸名である岸部一徳に改名した。

## チャート成績
- オリコン週間チャートでは5週連続1位を獲得。
- 売り上げ記録は91万6000枚で、沢田のシングルの中では最大の売り上げとなった。

## 収録曲
1. 時の過ぎゆくままに（3分20秒）
  - 作詞：阿久悠／作曲・編曲：大野克夫
2. 旅立つ朝（4分2秒）
  - 作詞：安井かずみ／作曲：加瀬邦彦／編曲：東海林修

## 参加ミュージシャン
- 井上堯之バンド
  - 井上堯之
  - 速水清司
  - 岸部修三
  - 田中清司
  - 大野克夫
- ケニー・ウッド・オーケストラ

## カバーしたミュージシャン

### 日本語版
- 雨宮天（アルバム『COVERS -Sora Amamiya favorite songs-』収録[4]）
- 伊武雅刀・萬田久子＆一刻館オールスターズ（実写映画『Apartment Fantasy めぞん一刻　サウンドトラック』収録、1986年）
- ISSAY (DER ZIBET)（アルバム『FLOWERS』収録）
- 岩崎宏美（アルバム『Dear Friends VII 阿久悠トリビュート収録）
- 甲斐よしひろ（アルバム『HIGHWAY 25』収録）
- 柏原芳恵（アルバム『encore』収録）
- 河村隆一（アルバム『evergreen anniversary edition』収録）
- 北川大介（カバーアルバム『『四唱節』其の一 ～"男" 笑顔封印 哀愁解禁～』）
- 工藤静香 feat. 押尾コータロー（アルバム『歌鬼 (Ga-Ki) 〜阿久 悠トリビュート〜』収録）
- クミコ（アルバム『十年〜70年代の歌たち〜』収録）
- 桑田佳祐（ライブビデオ『平成三十年度! 第三回ひとり紅白歌合戦』収録）
- 研ナオコ（アルバム『愚図』収録）
- 坂本冬美（アルバム『Love Songs 〜また君に恋してる〜』収録）
- 酒匂ミユキ（アルバム『MAN〜女が唄う男達のバラード〜』収録）
- 真田ナオキ（アルバム『メイド イン ナオキ』収録）
- 姿月あさと（アルバム『Chante』～シャンテ～』収録）
- 島津亜矢（アルバム『SINGER 3』収録）
- 髙橋真梨子（アルバム『紗II』収録）
- 鳥羽一郎（アルバム『時代の歌』収録）
- 中尾ミエ（アルバム『すれちがい-It's my life-』収録）
- 中西圭三（アルバム『結晶』収録）
- 日高晤郎（アルバム『泣きたい時に』収録）
- 布施明（アルバム『Ballade』収録）
- 堀内孝雄（アルバム『Thank you! 〜愛すべき男たち〜』収録）
- 真琴つばさ（アルバム『everyone』収録）
- 松本孝弘（アルバム『THE HIT PARADE II』に「時の過ぎゆくままに (featuring 上原大史 (WANDS))」で収録）
- 汀夏子（アルバム『イン・パースン』収録）
- 八代亜紀（アルバム『ベスト歌謡16 花水仙』収録）
- 山崎ハコ（アルバム『十八番』収録）
- リクオ（アルバム『RIKUO & PIANO』収録）
- 徐小鳳（アルバム『猛龍特警隊』収録、1976年） - 広東語題『任意讓時光消逝』
- デーモン閣下『コンクリート・レボルティオ~超人幻想~THE LAST SONG』COMPOSITE ALBUM

### 英語版
- A.S.A.P（アルバム『Lovers Only』収録）
- TAKE 6 （スバル・アウトバック のCMソング、2003年）
- 4：55 （The Wynners 『Same Kind Of Magic』収録、1976年）

### 広東語版
- ケニー・ビー（zh:鍾鎮濤、アルバム『聽濤』収録、1987年） - 広東語版・題『讓一切隨風』
- シルバー・コウ（高少華）映画《zh:樹大招風》日本語：大樹は風を招く のエンドロール  - 広東語版・題『讓一切隨風』
- ジェームス・フォン（zh:馮偉棠） - 広東語版・題『一刻千金』
- セシリア・フォン （zh:方伊琪）- 広東語版・題『時光消逝』

### 北京語版
- 葉明德 - 北京語版・題『深情』
- ケニー・ビー（鍾鎮濤） - 北京語版・題『愛得忘了自己』
- ワン・シャーラン（zh:萬沙浪） - 北京語版・題『愛你一萬年』
- チンシャン（青山） - 北京語版・題『愛你一萬年』
- 劉文正（zh:劉文正） - 北京語版・題『愛你一萬年』
- 優雅（zh:尤雅） - 北京語版・題『愛你一萬年』
- ウー・パイ（伍佰、アルバム『伍佰的Live Recording』収録） - 北京語版・題『愛你一萬年』
- 荘学忠 - 北京語版・題『愛你一萬年』

## 関連アルバム
- いくつかの場面
- KENJI SAWADA